# Lagrange (Ohio)
Lagrange is een plaats (village) in de Amerikaanse staat Ohio, en valt bestuurlijk gezien onder Lorain County.

## Demografie
Bij de volkstelling in 2000 werd het aantal inwoners vastgesteld op 1815.
In 2006 is het aantal inwoners door het United States Census Bureau geschat op 1963, een stijging van 148 (8,2%).

## Geografie
Volgens het United States Census Bureau beslaat de plaats een oppervlakte van
4,6 km², geheel bestaande uit land. Lagrange ligt op ongeveer 258 m boven zeeniveau.

## Plaatsen in de nabije omgeving
De onderstaande figuur toont nabijgelegen plaatsen in een straal van 16 km rond Lagrange.